# Человек в латексе
«Человек в латексе» (англ. «Rubber Man») — восьмой эпизод первого сезона американского телесериала «Американская история ужасов», премьера которого состоялась 23 ноября 2011 года на телеканале FX. Сценарий был написан продюсером Райаном Мерфи, а режиссёром выступил Мигель Артета. Эпизод имеет рейтинг TV-MA (LV).
В этом эпизоде раскрывается личность человека в латексе, а Вивьен (Конни Бриттон) продолжает сходит с ума. В качестве приглашенных звезд в эпизоде Кейт Мара и  Закари Куинто, исполнившие роли Хейден Макклейн и Чеда Варвика, соответственно. В эпизоде отсутствует Джессика Лэнг.

## Сюжет эпизода

### Шесть месяцев назад
Нора Монтгомери (Лили Рэйб) расстроившаяся из-за изменений в доме ходит по нему. Тейт Лэнгдон (Эван Питерс) пытается её утешить, она просит его вернуть её ребенка. Тогда он берет и надевает латексный костюм и идет в спальню, где Вивьен принимает его за Бена, и они занимаются сексом.

### 2010 год
Чед (Закари Куинто) рассказывает своей подруге о своих подозрениях в измене Патрика (Тедди Сирс). Патрик не заинтересован в общих делах, а недавно Чед увидел его переписку с каким-то любителем садо-мазо. Она ему советует принять его интересы и действовать. Тогда он идет в специальный магазин, где консультант предлагает Чеду латексный костюм, который он покупает. Но когда Чед появляется в нём перед Патриком, тот только смеётся и даже грубит Чеду. Они ссорятся, после чего Патрик уходит, а Чед остаётся в доме и плачет.
На Хэллоуин Тейт топит Чеда в бочке с яблоками, а Патрика сильно избивает. Он скидывает мертвое тело Патрика в подвал, где его находит Нора. Тейт говорит ей, что они передумали заводить детей, но, возможно, у будущих хозяев будет ребенок для Норы.
Затем Тейт тащит тело Чеда в подвал. Но Мойра (Фрэнсис Конрой) говорит ему, что пора прекратить пытаться угодить хозяйке. Она дает ему пистолет, чтобы он подстроил самоубийство пары.

### 2011 год
Вивьен рассказывает Марси (Кристин Эстабрук) и Мойре о том, что видела Нору. Мойра верит ей, а Марси уверена, что проблема в гормонах.
Нора снова плачет в одной из спален, к ней приходит Хейден (Кейт Мара), чтобы успокоить её. Она рассказывает Норе о том, что Нора и сама Хейден мертвы, и что в доме живут много других призраков, о силе дома, которую они используют. Узнав, что Нора тоже потеряла ребенка, Хейден и она решили после рождения забрать детей Вивьен. После этого Хейден начинает издеваться над Вивьен. Бен (Дилан Макдермотт) находит Вайолет (Таисса Фармига) в подвале. Он с ней разговаривает насчет её прогулов в школе, но затем разговор переходит в ссору: Вайолет обвиняет Бена в проблемах своей матери.
Вивьен утверждает, что в её галлюцинациях виноват препарат от тошноты. Мойра рассказывает ей про книгу «Жёлтые обои» Шарлотты Перкинс Гилман, а также утверждает, что Бен довел её до такого состояния. Она откровенно говорит Вивьен, что дом проклят, что в нем живут призраки, и советует ей бежать из дома. Вивьен поднимает Вайолет, и они садятся в машину. Но на заднем сидении появляются призраки Фионы (Азура Скай) и Далласа (Кайл Дэвис), что заставляет их вернуться обратно в дом.
Бен не верит, что Вивьен собиралась просто так уехать из дома с дочерью. Он кричит, что не позволит ей так поступить. Она говорит ему про призраков в машине, но Бен ей не верит, из-за чего Вивьен на него злится. Тем временем, Тейт лишает девственности Вайолет. Он рассказывает ей про то, что призраки могут только напугать, но запрещает ей рассказывать это Вивьен. Бен и Вивьен ссорятся, она думает, что он с Хейден пытается избавиться от неё. Вайолет утверждает, что она ничего не видела и сказала полиции то, что её мать хотела слышать.
Хейден сообщает Тейту, что Вивьен уже купила билеты, и ему надо действовать. Вивьен тем временем вызывает Марси, чтобы сообщить о переезде. Вивьен, притворяясь, что ей плохо, просит Марси принести ей воды, а сама крадёт у Марси пистолет.
Вивьен, готовясь ко сну, всё тщательно проверяет. Когда она уже легла в кровать, на неё нападет человек в латексе, и она вызывает охранную службу. В комнату вошел Бен, и она в панике стреляет в него. Затем к ней приходит Хейден, она говорит ей про свою смерть. На Вивьен снова нападет человек в латексе. Её успокаивают Бен и Люк (Моррис Честнат). Вивьен увозят в больницу, она рада, что покидает дом, а Вайолет винит в этом себя.

## Отзывы критиков
Rotten Tomatoes заявляет о 64% одобрении среди 11 отзывов.
Во время трансляции на канале восьмой эпизод, «Человек в латексе», посмотрело 2,812 миллион человек с долей 1,6 среди людей возрастной категории от 18 до 49 лет по данным Рейтинга Нильсена.